# 吉武好孝
吉武 好孝（よしたけ よしのり、1900年12月15日 - 1982年2月21日）は、日本の英文学者・比較文学者・翻訳家。
大分県生まれ。東北帝国大学卒。1962年「現代イギリスの文芸批評における人間像」で文学博士。武蔵野女子大学教授を務めた。
勲三等瑞宝章を受章。
配偶者は吉武安恵。

## 著書
- 『文体論序説』（不老閣） 1937
- 『翻訳文学発達史』（三省堂、語学文庫） 1943
- 『アメリカ文学の発達』（刀江書院、刀江文庫） 1951
- 『英文法の基礎』（福村書店） 1954
- 『中学初級英文法』改訂増補版（大和文庫） 1957
- 『明治・大正の翻訳史』（研究社選書） 1959
- 『現代英文学の人間像』（研究社出版） 1966
- 『翻訳事始』（早川書房、ハヤカワ・ライブラリ） 1967
- 『現代文体論 付・文体論史』（協同出版） 1969
- 『近代文学の中の西欧 近代日本翻案史』（教育出版センター、比較文学研究叢書1） 1974
- 『ホイットマン受容の百年』（教育出版センター） 1980.4

### 共編
- 『現代アメリカ文学』（竜口直太郎共編、有信堂） 1958

## 翻訳
- 『海と密林の旅』（H・M・トムリンソン、新潮社、世界探検紀行叢書) 1942
- 『ホノルル』（モーム、河出文庫） 1956
- 『アメリカ文学の展開』（ロバート・E・スピラー、待鳥又喜共訳、北星堂書店） 1957
- 『私の歩んだ世界』（パール・バック、新庄哲夫共訳、荒地出版社、現代アメリカ文学全集） 1958
- 『森・雪・男たち ポール・バンヤン物語』（アイバン・ベンソン、西崎一郎共訳、鏡浦書房） 1961